# Nosekiella behanae
Nosekiella behanae är en urinsektsart som beskrevs av Josef Nosek 1977. Nosekiella behanae ingår i släktet Nosekiella och familjen lönntrevfotingar. Inga underarter finns listade i Catalogue of Life.